# Napeogenes quadrilis
Napeogenes quadrilis är en fjärilsart som beskrevs av Richard Haensch 1903. Napeogenes quadrilis ingår i släktet Napeogenes och familjen praktfjärilar. Inga underarter finns listade i Catalogue of Life.

## Bildgalleri

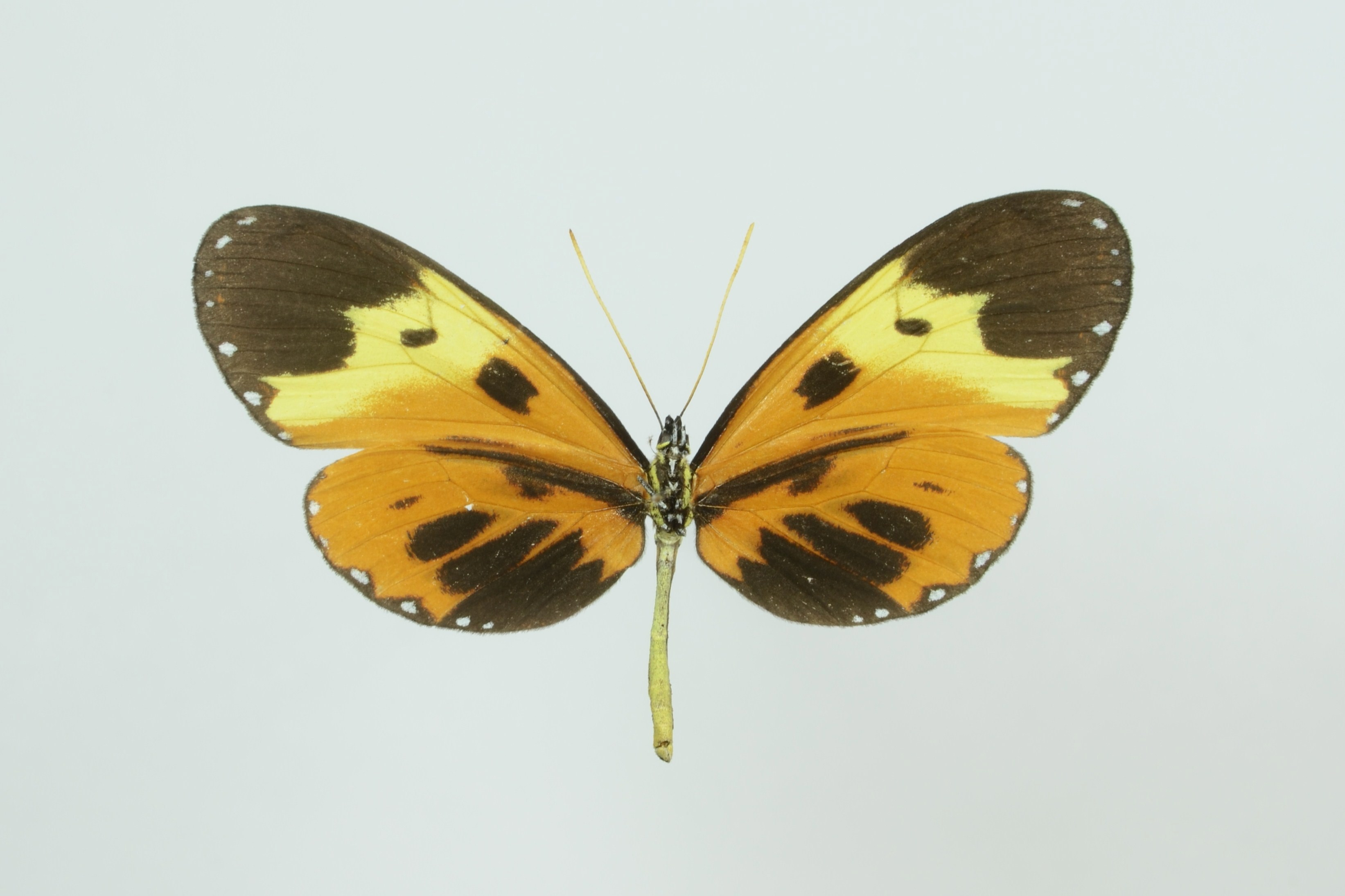